# Романовский, Борис Владимирович
Бори́с Влади́мирович Романо́вский (4 марта 1932 — 2 мая 1996) — русский советский писатель-фантаст и автор научно-популярной литературы.

## Биография
Родился в Ленинграде, окончил Ленинградский политехнический институт, работал инженером на Ленинградском производственном объединении «Электроаппарат». Автор многих изобретений. Печататься начал с 1965 года, дебютировав как писатель-юморист. Первая фантастическая публикация — рассказ «Шутка» (1969). С 1986 — профессиональный писатель. Член Союза писателей СССР. В последние годы жизни был председателем секции фантастики при Союзе писателей Санкт-Петербурга.
Известность Романовскому принесла фантастическая повесть «Преступление в Медовом раю» (1978). В повести описывается, как группа землян изучает новую планету, используя разработанный земными биологами метод, позволяющий трансформироваться в животных, сохраняя человеческий разум и инстинкты. При этом оказывается, что не всякая человеческая психика выдерживает подобное испытание.
В повести «Авраам родил Исаака…» (1989) рассказывается о человеке, воспитывающем (в буквальном смысле — так, как воспитывают ребёнка) искусственный разум.
Из фантастических рассказов Романовского выделяются: «Две руки» (1972), «Город, в котором не бывает дождей» (1982) и сказка «Великан» (1988).